# Borsukowizna (województwo podlaskie)
Borsukowizna – osada leśna w Polsce położona w województwie podlaskim, w powiecie białostockim, w gminie Michałowo.
W latach 1975–1998 miejscowość administracyjnie należała do województwa białostockiego.

## Nazwa miejscowości
W miejscowym języku "prostym" (sokolskim) nazwa brzmi: Borsukowina. Podczas weryfikacji nazewnictwa w 1995 r. nie udało się ustalić tej nazwy jako urzędowej, pomimo jej nieprzerwanego funkcjonowania także w leśnictwie i kartografii.